# کیم اوک-سیم
کیم اوک-سیم (انگلیسی: Kim Ok-sim؛ زادهٔ ۲ ژوئیهٔ ۱۹۸۷) بازیکن فوتبال زن اهل کره شمالی است.
وی همچنین در تیم ملی فوتبال زنان کره شمالی بازی کرده است.